# 田村雄一
田村 雄一（たむら ゆういち 1978年8月30日 - ）は、日本の俳優。株式会社レ・ブリアン（Les Brillants）所属。

## 来歴・人物
千葉県船橋市出身。船橋市立船橋高等学校から大阪芸術大学へ進学、舞台芸術学科ミュージカルコース卒業後劇団四季入団。入団以前にも数多くの舞台経験を持ち、2001年に劇団四季研究所に入所したその年に、早くも「九郎衛門」の敵兵頭で四季の初舞台を踏む。
「ライオンキング」のムファサ役に抜擢され、名古屋公演、東京公演を合わせ、ムファサ役として一番長い期間を務めている。その後「CATS」のマンカストラップ役を演じる。また「アイーダ」のパンフレットにラダメス役の出演予定者として名前が記載されるも、実現はしなかった。
2006年10月に劇団四季を退団後は市川亀治郎(現・4代目市川猿之助)の所属していた芸能事務所、CMA（現：キャスト・プラス）に所属。2011年より株式会社クオーレに所属。2017年1月にクオーレからマネージメント部門が独立し、【株式会社レ・ブリアン（Les Brillants）】を設立、移籍した。現在ミュージカルを中心に活動の場を広げている。愛称は「タム」。

## 主な出演作品

### 舞台
【劇団四季】
- 「九郎衛門」 - 敵兵頭
- 「ライオンキング」 - ムファサ
- 「CATS」 - マンカストラップ

【2007年】
- フジテレビ主催「くたばれ!ヤンキース」（5月、青山劇場） - ロッキー
- ライズプロデュース主催「R☆J LIVELIVE」（6月、銀河劇場 / 新神戸 オリエンタル劇場） - リョウ
- ライズプロデュース主催「森は生きている」（8月、シアター1010） - 四月の精

【2008年】
- 梅田芸術劇場「ファントム」（1月、梅田芸術劇場 / 青山劇場 / 愛知厚生年金会館）
- ライズプロデュース主催「SEMPO -日本のシンドラー 杉原千畝物語-」（4月、新国立劇場中劇場 / 新神戸オリエンタル劇場 / 名鉄ホール） - グッシェ
- 東宝「RENT」（11月、シアタークリエ / シアターBRAVA!） - 全男性キャストのスウィングを務める

【2009年】
- 東宝「ニューブレイン～僕の中に春をいっぱい感じる～」（3月、シアタークリエ） - 牧師
- ライズプロデュース主催「ROCK'N JAM MUSICAL」（9月、新国立劇場小劇場）

【2010年】
- 梅田芸術劇場「蜘蛛女のキス」（1月、梅田芸術劇場 / 東京芸術劇場中ホール） -エステバン
- フジテレビ主催「サイド・ショウ」（2010年4月、東京芸術劇場中ホール） - トッド・ブラウニング
- 東宝「エリザベート」（8月、帝国劇場） - ジュラ

【2011年】
- 東宝「レ・ミゼラブル」（4月、帝国劇場） - ブリジョン / ボーカル・キャプテン
- オフィスミヤモト「ビクター・ビクトリア」（7月、ル・テアトル銀座）
- オフィスミヤモト「サイド・ショウ」（10月、シアター1010 / 森ノ宮ピロティホール） - トッド・ブラウニング

【2012年】
- 梅田芸術劇場「CHESS in Concert」（1月、青山劇場 / 梅田芸術劇場）
- 東宝「エリザベート」（5月、帝国劇場 / 博多座 / 中日劇場 / 梅田芸術劇場） - ジュラ
- オフィスミヤモト「プロミセス・プロミセス」（12月、新国立劇場中劇場） - アイケルバーガー

【2013年】
- 東宝「レ・ミゼラブル」（4月、帝国劇場 / 博多座 / フェスティバルホール/ 中日劇場） - 工場長/司教
- 梅田芸術劇場「CHESS in Concert 2nd Version」（12月、東京国際フォーラム ホールC / 梅田芸術劇場）

【2014年】
- ホリプロ「ラブ・ネバー・ダイ」（3月、日生劇場） - ジプシー / ショーボーイ / 舞台スタッフ ほか
- ミュージカル座「マリオネット」（5月、六行会ホール） - ランスロット / ガルバーチョ / オルガン弾き / 精神科医 ほか
- サンビーム「燃えよドラゴンへの道」（6月、ザ☆キッチンNAKANO） - チョワン
- 梅田芸術劇場「ファントム」（9月、赤坂ACTシアター / 梅田芸術劇場）
- エイベックス・ライヴ・クリエイティヴ「ルードウィヒ・B～ベートーヴェン歓喜のうた～」（11月、東京国際フォーラム ホールC・シアターBRAVA!） - シェーンベルク聖楽隊（テノール） / ワルトシュタイン伯爵 / 戦地の男
- 梅田芸術劇場「Golden Songs」（2015年2月、東京国際フォーラム ホールC・梅田芸術劇場） - コーラス

【2015年】
- 東宝「レ・ミゼラブル」（2015年4月、帝国劇場・中日劇場・博多座・梅田芸術劇場 / 2017年5月、帝国劇場・博多座・フェスティバルホール・中日劇場） - 工場長
- 梅田芸術劇場「CHESS THE MUSICAL」（10月、東京芸術劇場プレイハウス・シアター・ドラマシティ） - アンサンブル（トップ・テナー）

【2016年】
- スーベニア公演実行委員会 「スーベニア～騒音の歌姫」（2月、シアターコクーン） - ナビゲーター
- 梅田芸術劇場「スカーレット・ピンパーネル」（10月、赤坂ACTシアター・梅田芸術劇場・東京国際フォーラム ホールC） - サン・シール侯爵 / イギリス貴族 / 船員 / 兵士 / 元侯爵プレシー

【2017年】
- 東宝「レ・ミゼラブル」（5月、帝国劇場・博多座・フェスティバルホール） - 工場長
- 梅田芸術劇場「スカーレット・ピンパーネル」（11月～梅田芸術劇場・赤坂ACTシアター ） - サン・シール侯爵/イギリス貴族/船員/兵士/元侯爵プレシー

【2018年】
- 梅田芸術劇場「マタ・ハリ」（年1月、梅田芸術劇場・東京国際フォーラム ホールC） - ポール / ドイツ審査官 / フランス市民/パーティの客 / フランス兵 / アコーディオンの老人 / ドイツ将校 / 毛皮帽の男 / ベーリッツの病院職員 / 裁判傍聴人 / 看守

【2018年】
- 梅田芸術劇場「ウーマン・オブ・ザ・イヤー」（5月、シアター・ドラマシティ・赤坂ACTシアター） - ラリー / プレスコット / TV局員 ほか

【2019年】
- ホリプロ「ラブ・ネバー・ダイ」（1月、日生劇場） - ジプシー / ショーボーイ / 舞台スタッフ ほか
- エイベックス・エンタテインメント「THE BLANK!～近松門左衛門 空白の十年」（9月、よみうり大手町ホール・COOL JAPAN PARK OSAKA TTホール） - 佐々木三郎 / 淀屋常安
- 東宝 アミューズ「ロカビリー⭐︎ジャック」（12月、シアタークリエ・福岡市民会館・日本特殊陶業市民会館ビレッジホール） - ボブ・ミラー / 検察官 ほか

【2020年】
- ミュージカル・ギルドq「Last Shangri-La」（2月、東京芸術劇場シアターWest） - 津島慎吾
- エイベックス・エンタテインメント「ROCK READING 幸福王子」（10月、シアター1010・京都劇場）

【2021年】
- 「Mogut」製作委員会「Mogut～ハリネズミホテルへようこそ」（年1月、COOL JAPAN PARK OSAKA WWホール・品川プリンスホテル ステラボール） - ラ・モグー2世 / ナレーター
- 東宝「モーツァルト!」（4月、帝国劇場・札幌文化芸術劇場hitaru・梅田芸術劇場） - 馭者 / 市民4 / ザラストロ ほか
- 東宝・TBS「ニュージーズ」（2021年10月～帝国劇場・梅田芸術劇場） - ワイゼル/市長

【2022年】
- 全栄企画「Sound Fantasy 朗読劇　月世界旅行」（2月、よみうり大手町ホール・ABCホール） - ニコル大尉
- ミュージカル『アラバスター』製作委員会「アラバスター」（6月、東京芸術劇場プレイハウス / 7月、シアタードラマシティ） - 刑事 / 神父 / 弁護士 / 警備員
- 日生劇場・NHKエンタープライズ・東宝「リトル・ゾンビガール」（8月、日生劇場・千葉県南総文化ホール・兵庫県立芸術文化センター阪急中ホール・iichiko総合文化センターiichikoグランシアター・岩手県民会館大ホール・久慈市文化会館アンバーホール・枚方市総合文化芸術センター関西医大 大ホール・南海浪切ホール ほか、小学生を対象とした無料招待公演あり） - ヒョロン

【2023年】
- 梅田芸術劇場「太平洋序曲」（2023年3月、日生劇場 / 4月、梅田芸術劇場） - オランダ提督 ほか
- 東宝「ダ・ポンテ　モーツァルトの影に隠れたもう一人の天才」（2023年6月、シアター1010・日本特殊陶業市民会館ビレッジホール・東京建物Brilliaホール・新歌舞伎座） - レオポルト2世 / モーツァルトの父 / ダ・ポンテの父 ほか
- 松竹「シェルブールの雨傘」（11月、新橋演舞場 / 12月、松竹座・広島文化学園HBGホール） - 宝石商デュプール / 自動車整備の客 / 街の男 / オペラの観客 / カフェ店員

【2024年】
- ホリプロ・東宝・梅田芸術劇場「ロミオ&ジュリエット」（5月、新国立劇場中劇場・刈谷市総合文化センター・梅田芸術劇場メインホール） - モンタギュー卿
- 東宝・TBS「ニュージーズ」（10月、日生劇場 / 11月、兵庫県立芸術文化センター KOBELCO大ホール・福岡サンパレスホテル&ホール） - ワイゼル / 市長

【2025年】
- ホリプロ「ミセン」（1月、新歌舞伎座 / 2月、愛知県芸術劇場 大ホール・めぐろパーシモンホール 大ホール） - 監査チーム / 囲碁の先生 / 役員 / ヨルダンの人々 / チェ・ヨンフ カバーキャスト
- Reading Rock トラベルショー「ガリバー」（7月、天王洲 銀河劇場） - ウィルシャー[1]
- Reading Rock トラベルショー「月世界旅行」（7月、天王洲 銀河劇場） - ニコル大尉[1]
- ミュージカル「エリザベート」（10月10日 - 11月29日、東急シアターオーブ / 12月9日 - 18日、札幌文化芸術劇場 hitaru / 12月29日 - 2026年1月10日、梅田芸術劇場 メインホール / 1月19日 - 31日、博多座） - マックス[2]

### ライブ
- 2007年
  - 1月 テノール宇田松「名曲1001ライブ vol.1」（渋谷 公園通りクラシックス）
  - 3月 テノール宇田松「名曲1001ライブ vol.2」（渋谷 公園通りクラシックス）
  - 5月 テノール宇田松「名曲1001ライブ vol.3」（渋谷 公園通りクラシックス）
  - 7月 テノール宇田松「名曲1001ライブ vol.4」（渋谷 公園通りクラシックス）
  - 9月 テノール宇田松「名曲1001ライブ vol.5」（渋谷 公園通りクラシックス）
  - 10月 池田祐見子ライブ～天使がここに舞い降りる（目黒・音の箱） - ゲスト出演
  - 11月 テノール宇田松「名曲1001ライブ vol.6」（渋谷 公園通りクラシックス）
  - 12月 テノール宇田松「名曲1001ライブ vol.7」（渋谷 公園通りクラシックス）
- 2008年
  - 3月 テノール宇田松「名曲1001ライブ vol.8」（渋谷 公園通りクラシックス）
  - 6月 テノール宇田松「名曲1001ライブ vol.9」（渋谷 公園通りクラシックス）
  - 同　芽映はるかライブショー（恵比寿・天窓Switch） - ゲスト出演
  - 12月 ジョナサン・ラーソン・トリビュート・コンサート（シアター・クリエ） - 司会・進行・歌
- 2010年
  - 2月 さくらメロディ♪ St.Valentine's Dayコンサート（赤坂・CARACALLA） - ゲスト出演
  - 6月 サイドショウ・ミュージカルライブ（シアター・クリエ）ボス&トッド・ブラウニング
  - 同 ニュー・ブレイン ガラコンサート（シアター・クリエ） - 牧師
  - 11月 ブロードウェイミュージカルライブ2010 (新国立劇場中劇場）
- 2011年
  - 5月 レ・ミゼラブル東日本大震災チャリティー・コンサート（帝国劇場）
  - 6月 サイドショウ・ミュージカルライブ（恵比寿ザ・ガーデンホール） - ボス&トッド・ブラウニング
  - 8月 ODAIBA MUSIC ハウス（フジテレビお台場合衆国 MUSICスタジアム） - バックコーラス
- 2014年
  - 12月 燃えよドラゴンへの道CDリリース記念Special Talk&Live（Beer Bar Gaudium）

### テレビ
- 2004年4月 CX系列「ミュージックフェア～ミュージカルの魅力・劇団四季特集」
- 2010年5月 TBS月曜ゴールデン「駅弁刑事・神保徳之助4」
- 2017年11月 WOWOW「グリーン＆ブラックス#6」
- 2025年6月 CS衛星劇場「ミセン」[3]

### ラジオ
- 2009年5月「アクロス・ザ・モーニング」（FMたちかわ）

### イベント
- 2009年10月「JAPAN国際コンテンツフェスティバル/劇的3時間SHOW・市川亀治郎」トークゲスト[4]
- 2014年7月 「CONFÉRENCE SUR LES COMÉDIES MUSICALES FRANÇAISES フレンチ・ミュージカルトークイベント」トークゲスト

### DVD・CD
DVD
- ミュージカル「森は生きている」（2007年、ライズ・プロデュース）
  - Aバージョン
  - Eバージョン
- ミュージカル「SEMPO」-日本のシンドラー杉原千畝物語-（2008年、ライズ・プロデュース）
- ミュージカル「Last Shangri-La」（2020年、ミュージカル・ギルドq）[5]
- ミュージカル「モーツァルト!」（2021年、東宝）
  - 山崎育三郎ver. DVD[6] Blu-ray[7]
  - 古川雄大ver. DVD[8] Blu-ray[9]
- ミュージカル「ロミオ&ジュリエット」(2024、ホリプロ)
  - 小関裕太・吉柳咲良ver.Blu-ray[10]
  - 岡宮来夢・奥田いろはver.Blu-ray[11]

CD
- 「ニュー・ブレイン」ハイライト・ライブ録音盤（2009）[12]
- 「燃えよドラゴンへの道」Concept Album（2014） - サンビーム[13]
- 「スウィング・イン・ザ・ミッドナイト・ブルー」石井一孝（2016） - コーラスで参加[14]
- 「My Favorite Songs」石丸幹二（2017） - コーラスで参加[15]
- 「ミュージカル　アラバスター」実況版（2022）

### 雑誌
- 2004年1月（No.2） - 「東海ウォーカー」　ライオンキング通信　第14回
- 2005年8月 - 「Top Stage」vol.24、北澤裕輔 × 田村雄一 × 上田亜希子
- 2006年6月 - 「DDD」SHIKI - MON　田村雄一的 "変化の舞台裏"
- 2006年 - 「クロワゼ」vol.23、プロの聞く弱点克服法
- 2006年8月 - 「Top Stage」vol.36、鈴木涼太 × 田村雄一 × 李涛
- 2006年 - 「Shakitt（しゃきっと）」秋号、特集
- 2010年9月「月刊ミュージカル」エリザベート・新しい時代を夢見て 岸祐二 × 谷口浩久 × 田村雄一

### webコンテンツ
- 「石井一孝の情熱マニア日記」[16]
- 「Les Misérables 2013 」11/26 カーテンコール（12:47頃より）[17]
- 「ロカビリー☆ジャック」PV【舞台映像ver.】[18]
- 「Last Shangri-La」リレートーク[19]
- 「リトル・ゾンビガール　おうちで日生劇場ファミリーフェスティヴァル」[20]
- 「ROCK READING "the Happiest Prince" -Digest Video」[21]
- 「Mogut～ハリネズミホテルへようこそ」 SPOT映像[22]
- 「モーツァルト!2021」PV【舞台映像ver.】[23]
- 「アラバスター」スポット映像[24]
- 「アラバスター」ダイジェスト映像[25]
- 「リトル・ゾンビガール」ダイジェスト映像[26]
- 「太平洋序曲」舞台映像[27]
- 「ダ・ポンテ」プロモーション映像[28]
- 「ロミオ&ジュリエット」舞台映像ダイジェスト[29]
- 絶賛上演中！ミュージカル『ロミオ＆ジュリエット』にモンタギュー卿役で出演！田村雄一インタビュー[30]
- 「ミセン」舞台映像ダイジェスト[31]

### 配信
- 「ミセン」イープラスStreaming＋本編オンライン配信[32]

## 受賞歴
- 第39回菊田一夫演劇賞 大賞（「レ・ミゼラブル」スタッフ・出演者一同）[33]
- 2018年All Aboutミュージカルアワード　アンサンブル賞（「ウーマン・オブ・ザ・イヤー」）[34]

## 新型コロナウイルスの影響により中止になった出演予定公演
- 東宝 「ニュージーズ」（2020年5月、日生劇場・梅田芸術劇場）[35]
- 日生劇場「リトル・ゾンビガール」（2020年7月、日生劇場・岩手県民会館・久慈市文化会館 アンバーホール・日本特殊陶業市民会館ビレッジホール・静岡市清水文化会館マリナート・伊勢崎市文化会館・兵庫県立芸術文化センター阪急 中ホール・iichiko総合文化センターiichikoグランシアタ・南海浪切ホール・霧島市民会館 ）[36]